# Grupo J.Carrión
Die Grupo J.Carrión (Eigenschreibweise: JCARRION) ist ein spanisches Logistik-Unternehmen mit Sitz in Huércal de Almería in der autonomen Gemeinschaft Andalusien. Das Unternehmen wurde 1980 von Juan Carrión Simarro gegründet und spezialisierte sich auf den Straßentransport von verderblichen Waren wie Obst und Gemüse. J.Carrión unterhielt im Jahr 2019 14 Standorte in Europa, neun davon in Spanien, vier in Rumänien und einer in Deutschland. Die deutsche Niederlassung in Dortmund wurde 2013 eröffnet. Zu Jahresbeginn 2019 zählte das Unternehmen 1450 Sattelzugmaschinen und 1700 Kühlsattelauflieger zu seinem Fuhrpark.